# Эта кошмарная Пэт
«Э́та кошма́рная Пэт» (англ. It's Pat) — американская комедия 1994 года режиссёра Адама Бернштейна. В написании сценария картины участвовал Квентин Тарантино. Фильм базируется на персонаже, которого Джулия Суини играла в телешоу Saturday Night Live. Комедия провалилась в прокате и была разгромлена критиками — 0 процентов на Rotten Tomatoes и 5 номинаций на «Золотую малину».
Пэт Райли, неприятный назойливый человек неопределённого пола, встречается с Крис, внимательным и заботливым человеком также неопределённого пола, и влюбляется в него.

## В ролях
| Актёр        | Роль              |
| ------------ | ----------------- |
| Джулия Суини | Пэт Райли         |
| Дэйв Фоли    | Крис              |
| Чарльз Рокет | Кайл Джейкобсен   |
| Кэти Гриффин | в роли самой себя |
| Джули Хэйден | Стейси Джейкобсен |
| Тимоти Стэк  | доктор            |
| Мэри Шир     | медсестра         |
| Беверли Лич  | миссис Райли      |
| Ларри Хэнкин | почтальон         |
| Кэти Наджими | Типпи             |

## Награды
| Год  | Награда        | Категория                 | Номинант                                 | Результат |
| ---- | -------------- | ------------------------- | ---------------------------------------- | --------- |
| 1996 | Золотая малина | Худший фильм              | Чарльз Б. Уэсслер                        | Номинация |
| 1996 | Золотая малина | Худшая актриса            | Джулия Суини                             | Номинация |
| 1996 | Золотая малина | Худший актёрский ансамбль | Дэйв Фоли и Джулия Суини                 | Номинация |
| 1996 | Золотая малина | Худший сценарий           | Джим Эмерсон Стефен Хибберт Джулия Суини | Номинация |
| 1996 | Золотая малина | Худшая новая звезда       | Джулия Суини                             | Номинация |